# Polystichum patentissimum
Polystichum patentissimum là một loài dương xỉ trong họ Dryopteridaceae. Loài này được Trevis mô tả khoa học đầu tiên năm 1874.
Danh pháp khoa học của loài này chưa được làm sáng tỏ. 